# Vicente Herrera Zeledón
Vicente de las Mercedes Herrera Zeledón (San José, 20 de enero de 1821 - 10 de noviembre de 1888) fue un político, abogado y juez costarricense, 10.° presidente (provisorio) de la República de Costa Rica del 30 de julio de 1876 al 23 de septiembre de 1877.

## Datos personales
Era hijo de José Cleto Herrera Salazar (n. 1798 - f. 1880) y Antonia Zeledón Masís (m. 1854). Se graduó de Bachiller en Filosofía en 1839 en la Casa de Enseñanza de Santo Tomás en San José, y en mayo de 1846 se trasladó a Guatemala, donde obtuvo en 1849 el grado de Doctor en Leyes en la Universidad de San Carlos Borromeo. Se incorporó como abogado en Costa Rica el 20 de mayo de 1850. Casó el 18 de diciembre de 1853 con Guadalupe Gutiérrez García, hija de Atanasio Gutiérrez y Lizaurzábal, Presidente de la Corte Superior de Justicia de Costa Rica de 1832 a 1833, y María del Pilar García Ramírez, y con ella tuvo tres hijos: Angélica, Vicente y Mercedes Herrera Gutiérrez.

## Ideología
Se caracterizó por su ideología conservadora y sus posiciones doctrinarias afines al pensamiento de la Iglesia Católica, sobre todo en materia de educación. Fue Presidente de la Junta de Caridad de San José, Notario Mayor de la Curia Eclesiástica y Secretario del Cabildo de la diócesis de Costa Rica.

## Actividad docente
Tuvo a su cargo la cátedra de Gramática Castellana y Latina en la Casa de Enseñanza de Santo Tomás (erigida en Universidad de Santo Tomás en 1843), a la cual renunció en marzo de 1845. Posteriormente fue catedrático de Derecho Canónico en la misma Universidad, donde también impartió lecciones de Derecho Público. Además desempeñó la Secretaría de la Universidad, fue miembro de su Dirección de Estudios en muchas ocasiones y en 1870 desempeñó durante algunos meses la Rectoría.

## Cargos públicos
Ejerció varios cargos públicos, entre ellos los de Secretario del Presidente Juan Rafael Mora durante la Guerra Nacional de 1856, Diputado, Gobernador de la Provincia de San José y Ministro Plenipotenciario en Guatemala y Nicaragua.

## Presidente de la Corte Suprema de Justicia
En 1852 fue elegido como Fiscal de la Corte Suprema de Justicia y fue reelegido en 1855. El 17 de octubre de 1856 fue elegido como Regente (Presidente) de la Corte, cargo para el que fue reelegido el 22 de septiembre de 1858 y que ejerció hasta el 29 de abril de 1860.

## Consejero y Secretario de Estado
Durante los primeros años de gobierno del general Tomás Guardia Gutiérrez ejerció varios cargos importantes: miembro del Consejo de Estado (13 de octubre de 1870 a 24 de febrero de 1872), Vicente Herrera Zeledón, Secretario de Gobernación y carteras anexas (del 15 de febrero al 21 de noviembre de 1873 y del 1° de diciembre de 1873 al 8 de mayo de 1876), encargado de la Secretaría de Relaciones Exteriores y carteras anexas (del 6 de septiembre al 21 de noviembre de 1873, del 3 de marzo al 14 de diciembre de 1874 y del 20 de mayo de 1875 al 8 de mayo de 1876) y Segundo Designado a la Presidencia (22 de mayo de 1874 a 5 de mayo de 1875). El 10 de mayo de 1876, poco después de iniciarse el período presidencial de Aniceto Esquivel Sáenz, fue elegido nuevamente como Segundo Designado, pero al día siguiente renunció a ese cargo.

## Presidente Provisorio de la República (1876-1877)
El golpe militar del 30 de julio de 1876 lo proclamó Presidente Provisorio de la República, con facultades omnímodas, pero en la práctica el verdadero gobernante fue el general Tomás Guardia Gutiérrez, Comandante en jefe del ejército y Primer Designado a la Presidencia. La prensa fue censurada y se impusieron otras medidas represivas, especialmente después de una intentona revolucionaria ocurrida a mediados de 1877.
Como Designados a la Presidencia fueron nombrados: Primer Designado, Tomás Guardia Gutiérrez; Segundo Designado, Manuel Antonio Bonilla Nava, y Tercero, Saturnino Lizano Gutiérrez. En las Secretarías de Estado estuvieron nombrados los siguientes personajes: Relaciones Exteriores y carteras anexas, Rafael Machado y Jáuregui; Gobernación y carteras anexas, Saturnino Lizano Gutiérrez; Hacienda y Comercio, Joaquín Lizano Gutiérrez (julio de 1876-marzo de 1877) y Tomás Guardia Gutiérrez (marzo a septiembre de 1877) y Obras Públicas, Rafael Barroeta Baca (junio a septiembre de 1877). La Secretaría de Guerra y Marina estuvo inicialmente recargada al Secretario de Gobernación Saturnino Lizano Gutiérrez, y de marzo a septiembre de 1877 al Secretario de Hacienda Tomás Guardia Gutiérrez. Como órgano consultivo se estableció un Consejo de Estado de cinco miembros, presidido por el Segundo Designado Manuel Antonio Bonilla Nava.
Durante su administración se otorgó una subvención al Colegio San Luis Gonzaga de Cartago y se tomaron otras disposiciones a favor de la educación, se combatió el contrabando, se restablecieron las municipalidades en las cabeceras de cantón, que habían desaparecido desde 1859, se aplicaron algunas medidas de austeridad y ahorro en la administración pública, y en la provincia de Guanacaste, que el presidente visitó en mayo de 1877, se fundó la población de Guardia y se erigió el cantón de Carrillo.

## Caída y exilio
El 11 de septiembre de 1877, con el pretexto de tener que restablecer su salud, hubo de llamar a ejercer interinamente la presidencia al General Guardia, que el 23 de septiembre reunió una junta de personalidades y fue escogido por ella como nuevo Presidente de la República.
Posteriormente estuvo exiliado en El Salvador, donde participó en 1879 en una organización de emigrados políticos costarricenses opuestos al régimen de Guardia. A su regreso a Costa Rica se mantuvo apartado de la política hasta su fallecimiento. En sus funerales, el gobierno del Presidente Bernardo Soto Alfaro dispuso que se le rindiesen los honores militares correspondientes a los generales de división.
| Predecesor: Aniceto Esquivel Sáenz 8 de mayo-30 de julio de 1876 (Derrocado) | 10.° Presidente de Costa Rica 1876-1877 (de facto)              | Sucesor: Tomás Guardia Gutiérrez 1877-1882 (de facto y Murió en el cargo) |
| Predecesor: Rafael Ramírez Hidalgo 1854-1856                                 | Regente de la Corte Suprema de Justicia de Costa Rica 1856-1860 | Sucesor: José Castro Madriz (1860-1866)                                   |